# Fenómeno de El Niño de 1891
El fenómeno de El Niño de 1891 fue un evento climático de gran magnitud que impactó a la costa del Perú y Ecuador. Las lluvias torrenciales que se presentaron durante más de 90 días causaron graves daños, incluyendo inundaciones, desbordes de ríos, pérdida de cultivos y ganado, y la muerte de miles de personas.

## Contexto histórico
El Perú vivía un momento de gran dificultad económica y social en 1891. La Guerra del Pacífico (1879-1883) había dejado al país en una situación precaria, con una deuda externa impagable y una infraestructura devastada. El gobierno del coronel Remigio Morales Bermúdez (1890-1894) estaba tratando de reconstruir el país, pero el Fenómeno de El Niño (FEN) de 1891 vino a agravar aún más la situación.
En este contexto, el FEN supuso un golpe devastador para el Perú. Las lluvias torrenciales que se produjeron durante varios meses causaron graves daños en la costa norte del país, agravando aún más la situación económica y social.

## Duración y extensión
Las lluvias de 1891 comenzaron a mediados de febrero y se prolongaron hasta abril, es decir, durante más de 60 días. Esta duración es excepcionalmente larga, incluso para un Meganiño.
Las lluvias de 1891 se extendieron por toda la costa norte del Perú, desde Lima hasta Tumbes. En algunos lugares, como Piura y Lambayeque, las lluvias fueron torrenciales y causaron graves daños. En la costa central, las lluvias también fueron fuertes, pero su impacto fue menor.
Según un estudio realizado por el Instituto Geofísico del Perú (IGP), las lluvias de 1891 en Piura alcanzaron un promedio de 2,5 metros de altura. Esta cifra es comparable a la registrada durante el fenómeno de El Niño de 1997-1998, que alcanzó un promedio de 2,3 metros.

## Impacto
Las lluvias de 1891 causaron graves daños en la costa norte del Perú. En Piura, Lambayeque y Trujillo, las inundaciones destruyeron miles de viviendas, cultivos y ganado. En Supe, la inundación dejó a la población sin techo.
En Piura, las lluvias provocaron la inundación de la ciudad y de sus alrededores. Miles de viviendas fueron destruidas y los cultivos quedaron arrasados. El ganado también se vio afectado, y se estima que murieron unas 100.000 cabezas de ganado.

### Ejemplos de los daños en el Perú
El testimonio de Luis Antonio Eguiguren proporciona ejemplos concretos de los daños causados por las inundaciones en Piura. Por ejemplo, el autor describe cómo las aguas arrasaron las calles de la ciudad, arrastrando todo a su paso. También describe cómo las inundaciones provocaron el derrumbe de edificios, dejando a miles de personas sin hogar.
Eguiguren también relata los efectos de las inundaciones en la población. Por ejemplo, el autor describe cómo las personas tuvieron que buscar refugio en los techos de sus casas o en refugios temporales. También describe cómo las personas tuvieron que recurrir a la caridad para obtener alimentos y agua potable.
Un ejemplo concreto de los daños causados por las inundaciones en Piura es el colapso del puente sobre el río Piura. Este puente era la principal vía de comunicación entre la ciudad y el interior del país, y su destrucción cortó el suministro de alimentos y otros suministros a la ciudad.
Otro ejemplo de los daños causados por las inundaciones en Perú es la destrucción de la ciudad de Lambayeque y su par, Chiclayo. Esta ciudad, que era la segunda ciudad más importante del norte del Perú, quedó arrasada por las inundaciones. Además, las inundaciones destruyeron el puente sobre el río Lambayeque, que era la principal vía de comunicación entre la ciudad y el puerto de Pimentel.
En Trujillo, las inundaciones destruyeron la línea férrea que conectaba la ciudad con Lima. Este hecho retrasó la llegada de ayuda internacional a la ciudad, lo que agravó la situación de los afectados.

### Impacto de El Niño en Lima
El FEN tuvo un efecto especialmente devastador en Lima. Las precipitaciones aumentaron considerablemente a partir de marzo de ese año, lo que llevó al desbordamiento de los ríos Chillón, Rímac y Lurín.
El 23 de marzo, el río Chillón provocó la inundación de la línea ferroviaria hacia Ancón, impactando el área que abarca desde la hacienda Infantas hasta el puente de Chillón. El 24 de marzo, el río Rímac se desbordó en Piedra Liza, generando la amenaza de inundaciones en las zonas cercanas al puente de Acho. Los muros de la Alameda de Acho comenzaron a ceder ante la fuerza del agua, pero gracias a los esfuerzos de la policía y del personal militar de los cuarteles, se logró desviar las aguas y evitar mayores daños.
El 28 de marzo, el desbordamiento del río Chillón ocasionó daños en Carabayllo, con la pérdida de dos puentes y afectando los cultivos de caña de azúcar, algodón, alfalfa y las tomas de agua de varios terrenos. Ese mismo día, los montes de Gallinazos se inundaron, lo que llevó a la completa paralización del tráfico del tren hacia Ancón.